# Edyta Januszewska
Edyta Januszewska – polska pedagog, doktor habilitowana nauk społecznych, specjalistka w dziedzinie pedagogiki społecznej, profesor uczelni w Chrześcijańskiej Akademii Teologicznej w Warszawie.

## Biografia
W 1999 uzyskała Wyższej Szkole Pedagogiki Specjalnej im. Marii Grzegorzewskiej w Warszawie tytuł magistra pedagogiki specjalnej w zakresie pedagogiki resocjalizacyjnej. Na tej samej uczelni na podstawie napisane pod kierunkiem Barbary Smolińskiej-Theiss rozprawy pt. Socjalizacja dziecka czeczeńskiego w warunkach polskich. Między traumą wojenną, doświadczeniem uchodźcy a zakorzenieniem w obcej kulturze w 2008 nadano jej stopień naukowy doktora nauk humanistycznych w zakresie pedagogiki. W 2020 na Wydziale Nauk Społecznych Uniwersytetu Warmińsko-Mazurskiego w Olsztynie otrzymała stopień doktora habilitowanego w dziedzinie nauk społecznych w dyscyplinie pedagogika.
Była adiunktem w Instytucie Pedagogiki Wydziału Nauk Pedagogicznych Akademii Pedagogiki Specjalnej im. Marii Grzegorzewskiej w Warszawie oraz adiunktem w Katedrze Pedagogiki Wydziału Nauk Społecznych Uniwersytetu Humanistyczno-Przyrodniczego im. Jana Długosza w Częstochowie. Została profesorem uczelni w Wydziale Nauk Społecznych Chrześcijańskiej Akademii Teologicznej w Warszawie.

## Wybrane publikacje
- Heterotopie dziecięcego uchodźstwa. Syryjczycy w Libanie, Oficyna Wydawnicza Impuls, Kraków 2019.
- Dziecko „inne” kulturowo w Polsce. Z badań nad edukacją szkolną (współautorka: U. Markowska-Manista), Wydawnictwo APS, Warszawa 2017.
- Dziecko czeczeńskie w Polsce. Między traumą wojenną a doświadczeniem uchodźstwa, Wydawnictwo APS, Warszawa 2010.
- Dojrzewanie do wolności w wychowaniu. Rzecz o A.S. Neillu, Wydawnictwo Akademii Pedagogiki Specjalnej, Warszawa 2002[1].